# Eupodotis rueppelii
El sisón de Damaraland o sisón de Rüppell (Eupodotis rueppelii) es una especie de ave otidiforme de la familia Otididae.

## Distribución geográfica y hábitat
Es endémico del sudoeste de África, en el sur de Angola y en Namibia. Su hábitat son los ambientes semidesérticos.

## Descripción
El sisón de Damaraland mide 60 cm de largo. Su cabeza y cuello es gris, con rayas negras por su garganta (menos marcadas en las hembras), a través del ojo, y en los laterales del cuello, y cachetes blancos. La parte superior de su cuerpo es de un tono marrón arenoso, siendo blanca su zona inferior. Sus patas son de un amarillento arenoso.

## Subespecies
Se reconocen las siguientes subespecies:
- E. r. rueppelii (Wahlberg, 1856), sur de Angola y noroeste de Namibia
- E. r. fitzsimonsi (Roberts, 1937), centro de Namibia